# Liste der Naturdenkmäler im Bezirk Horn
Die Liste der Naturdenkmäler im Bezirk Horn enthält die Naturdenkmäler im Bezirk Horn.

## Naturdenkmäler
| Foto |                 | Name                               | ID                      | Standort | Beschreibung | Fläche | Datum      |
| ---- | --------------- | ---------------------------------- | ----------------------- | --- | --- | ------ | ---------- |
| 1    | Datei hochladen | Sommerlinde                        | HO-091                  | Brunn an der Wild KG: Dietmannsdorf GrStNr: 1513/1 (alt:67/2) Standort | |        | 30.05.1985 |
| 1    | Datei hochladen | 3 Stieleichen                      | HO-093                  | Brunn an der Wild KG: Frankenreith GrStNr: 279 Standort | |        | 27.12.1988 |
| 1    | Datei hochladen | 2 Winterlinden                     | HO-096                  | Brunn an der Wild KG: Neukirchen an der Wild GrStNr: 82 Standort | 1990 wurden die beiden Winterlinden zum Naturdenkmal, der Umkreis von jeweils 10 m um den Stamm zur mitgeschützten Umgebung erklärt. |        | 21.11.1990 |
| 1    | Datei hochladen | 2 Rotkiefern                       | HO-084                  | Drosendorf-Zissersdorf KG: Drosendorf-Stadt GrStNr: 568/1 Standort | |        | 02.09.1981 |
| 1    | Datei hochladen | 1 Sommerlinde                      | HO-058                  | Drosendorf-Zissersdorf KG: Elsern GrStNr: 266/2 Standort | |        | 03.05.1958 |
| 1    | Datei hochladen | Linde                              | HO-061                  | Drosendorf-Zissersdorf KG: Elsern GrStNr: 1195/1 Standort | |        | 11.06.1958 |
| 1    | Datei hochladen | 1 Sommerlinde, 1 Rosskastanie      | HO-095                  | Eggenburg KG: Eggenburg GrStNr: 478/12 Standort | |        | 30.05.1990 |
| 1    | Datei hochladen | Eiche                              | HO-101                  | Eggenburg KG: Engelsdorf GrStNr: 1027 Standort | |        | 01.09.1994 |
| 1    | Datei hochladen | Teich und Kopfweidenbestand        | HO-046                  | Eggenburg KG: Engelsdorf GrStNr: 698; 705; 706; 707; 708; 711; 712; 1089 Standort | Anmerkung: Grundstücksgenau, früher von der Straße aus schön zu sehen, jetzt alles verwachsen. |        | 05.12.1994 |
| 1    | Datei hochladen | Felsgebilde und Pflanzenstandort   | HO-047 marterl.at: 9330 | Eggenburg KG: Stoitzendorf GrStNr: 784/2; 783; 776 Standort | |        | 07.11.1942 |
| 1    | Datei hochladen | Trockenrasengebiet Hollerberg      | HO-098                  | Eggenburg KG: Stoitzendorf GrStNr: 521 Standort | |        | 08.11.1991 |
| 1    | Datei hochladen | Lindenbaumreihe                    | HO-054                  | Gars am Kamp KG: Gars am Kamp GrStNr: 295 Standort | |        | 08.02.1952 |
| 1    | Datei hochladen | Kurpark in Gars                    | HO-085                  | Gars am Kamp KG: Gars am Kamp GrStNr: 138/1; 149 Standort | |        | 18.12.1989 |
| 1    | Datei hochladen | 2 Thujen                           | HO-075                  | Gars am Kamp KG: Kamegg GrStNr: 277/7; 278/5 Standort | |        | 08.03.1972 |
| 1    | Datei hochladen | Granatvorkommen im Tobelbachgraben | HO-077                  | Gars am Kamp KG: Maiersch GrStNr: 1233 Standort | Anmerkung: Grundstücksgenau |        | 06.10.1977 |
| 1    | Datei hochladen | Trockenrasenvorkommen              | HO-099                  | Gars am Kamp KG: Maiersch GrStNr: 406 Standort | |        | 02.12.1992 |
| 1    | Datei hochladen | Lindengruppe                       | HO-079                  | Geras KG: Harth GrStNr: 917/2 Standort | Die beiden Winterlinden wurden 1978 zum Naturdenkmal erklärt. |        | 10.01.1978 |
| 1    | Datei hochladen | Linde                              | HO-094                  | Geras KG: Geras GrStNr: 1050 Standort | Die Linde und der Boden im Umkreis von 6 m wurden 1989 zum Naturdenkmal erklärt. |        | 16.08.1989 |
| 1    | Datei hochladen | 2 Teilstücke mit Nassgebieten      | HO-100                  | Horn KG: Breiteneich GrStNr: 1705 Standort | Die ehemalige Ziegeltongrube wurde 1993 zum Naturdenkmal erklärt. |        | 11.01.1993 |
| 1    | Datei hochladen | 1 amerik. Lebensbaum               | HO-041                  | Horn KG: Horn GrStNr: 229/1 Standort | Der amerikanische Lebensbaum im Schlosspark von Horn (heute Privatbesitz) wurde 1941 zum Naturdenkmal erklärt.Anmerkung: Grundstücksgenau |        | 23.09.1941 |
| 1    | Datei hochladen | 1 Ginkgobaum                       | HO-040                  | Horn KG: Horn GrStNr: 229/1 Standort | Der Ginko (Ginkgo biloba) im Schlosspark von Horn (heute Privatbesitz) wurde 1941 zum Naturdenkmal erklärt.Anmerkung: Grundstücksgenau |        | 23.09.1941 |
| 1    | Datei hochladen | Eichenbestand                      | HO-083                  | Horn KG: Horn GrStNr: 1123/1; 1123/2 Standort | Der Eichenbestand wurde 1980 zum Naturdenkmal erklärt. |        | 10.06.1980 |
| 1    | Datei hochladen | Oberes Taffatal – Stadtpark Horn   | HO-076                  | Horn KG: Horn GrStNr: 509/6; 2052/1; 236/1; 1015/12; 1015/47; 1015/42; 1015/4; 1015/43; 1015/49; 1015/40; 305; 302/2; 1521/10; 1521/9; 1521/4; 1524/9; 1524/13; 1524/1; 1516/7; 1516/8; 1516/6; 1509/6 Standort | |        | 02.01.1967 |
| 1    | Datei hochladen | Platane                            | HO-038                  | Horn KG: Horn GrStNr: 229/1 Standort | Die Platane (Platanus x hybrida) im Schlosspark von Horn (heute Privatbesitz) wurde 1941 zum Naturdenkmal erklärt.Anmerkung: Grundstücksgenau |        | 23.09.1941 |
| 1    | Datei hochladen | Sommereiche                        | HO-037                  | Horn KG: Horn GrStNr: 229/1 Standort | Die Sommereiche im Schlosspark von Horn (heute Privatbesitz) wurde 1941 zum Naturdenkmal erklärt.Anmerkung: Grundstücksgenau |        | 23.09.1941 |
| 1    | Datei hochladen | Traubeneiche                       | HO-068                  | Horn KG: Horn GrStNr: 2107/9 Standort | |        | 11.06.1963 |
| 1    | Datei hochladen | Winterlinde                        | HO-039                  | Horn KG: Horn GrStNr: 229/1 Standort | Die Winterlinde (Tilia cordata) im Schlosspark von Horn (heute Privatbesitz) wurde 1941 zum Naturdenkmal erklärt.Anmerkung: Grundstücksgenau |        | 23.09.1941 |
| 1    | Datei hochladen | Stieleiche                         | HO-097                  | Horn KG: Mühlfeld GrStNr: 781/14 Standort | |        | 24.10.1991 |
| 1    | Datei hochladen | 5 Winterlinden                     | HO-074                  | Irnfritz-Messern KG: Trabenreith GrStNr: 64/1; 64/7 Standort | |        | 23.01.1967 |
| 0 BW | Datei hochladen | Holzbirnbaum                       | HO-102                  | Irnfritz-Messern KG: Irnfritz GrStNr: 535/2 Standort | Anmerkung: Grundstücksgenau |        | 23.07.1997 |
| 1    | Datei hochladen | Fuchsenlucke                       | HO-070                  | Röschitz KG: Roggendorf GrStNr: 893/1; 897/4; 897/3 Standort | Westlich von Röschitz, etwa auf halber Höhe des Königsberges befindet sich die Fuchsen- oder Teufelslucke (Katasternummer 6846/3). Es handelt sich dabei um eine Naturhöhle die sich vor rund 25.000 Jahren, während der letzten Eiszeit gebildet hat. Bei der Erforschung der Höhle in den Jahren 1887–1889 fand Johann Krahuletz unter anderem Skelette von Hyänen, Mammute und Riesenhirschen. Die Höhle wurde 1982 zum Naturdenkmal erklärt. |        | 12.01.1982 |
| 1    | Datei hochladen | 2 Eichen                           | HO-053                  | Rosenburg-Mold KG: Mold GrStNr: 1196 Standort | |        | 25.10.1949 |
| 1    | Datei hochladen | Granitblock                        | HO-052                  | Rosenburg-Mold KG: Mold GrStNr: 88 Standort | |        | 25.10.1949 |
| 1    | Datei hochladen | Felsbildung                        | HO-082                  | Rosenburg-Mold KG: Zaingrub GrStNr: 624/2 Standort | |        | 16.04.1980 |
| 1    | Datei hochladen | Felsgebilde und Pflanzenstandort   | HO-044 marterl.at: 9330 | Straning-Grafenberg KG: Grafenberg GrStNr: 2056 Standort | |        | 13.05.1942 |
| 1    | Datei hochladen | Felsgebilde und Pflanzenstandort   | HO-049 marterl.at: 9330 | Straning-Grafenberg KG: Grafenberg GrStNr: 2024/1 Standort | |        | 05.12.1942 |
| 1    | Datei hochladen | Pflanzenstandort                   | HO-045 marterl.at: 9330 | Straning-Grafenberg KG: Grafenberg GrStNr: 1992 Standort | |        | 13.05.1942 |
| 1    | Datei hochladen | Pflanzenstandort                   | HO-066                  | Straning-Grafenberg KG: Straning GrStNr: 1079/1; 1079/2 Standort | Trockenstandort, Wuchsort der seltenen Iris humilis subsp. arenariaAnmerkung: Grundstücksgenau |        | 17.10.1957 |
| 1    | Datei hochladen | Sommerlinde                        | HO-029                  | Weitersfeld KG: Sallapulka GrStNr: 70 Standort | |        | 11.04.1940 |
| 1    | Datei hochladen | Rotföhre                           | HO-025                  | Weitersfeld KG: Weitersfeld GrStNr: 1770 Standort | Anmerkung: Grundstücksgenau |        | 09.09.1930 |

## Ehemalige Naturdenkmäler
| Foto |                 | Name                                                            | ID     | Standort                                                         | Beschreibung | Fläche | Datum      |
| ---- | --------------- | --------------------------------------------------------------- | ------ | ---------------------------------------------------------------- | --- | ------ | ---------- |
| 0    | Datei hochladen | 2 Ulmen                                                         | HO-090 | Brunn an der Wild KG: Dietmannsdorf GrStNr: 37                   | |        | 22.05.1985 |
| 1    | Datei hochladen | Winterlinde                                                     | HO-088 | Brunn an der Wild KG: Fürwald GrStNr: 5 Standort                 | |        | 22.10.1984 |
| 1    | Datei hochladen | Rosskastanie                                                    | HO-089 | Brunn an der Wild KG: Waiden GrStNr: 39 Standort                 | |        | 01.03.1985 |
| 0    | Datei hochladen | Linde                                                           | HO-004 | Drosendorf-Zissersdorf KG: Autendorf GrStNr: 464                 | |        | 05.07.1960 |
| 0 BW | Datei hochladen | 2 Sommerlinden                                                  | HO-087 | Drosendorf-Zissersdorf KG: Wollmersdorf GrStNr: 253/9 Standort   | |        | 05.10.1983 |
| 1    | Datei hochladen | Pflanzenstandort                                                | HO-048 | Eggenburg KG: Stoitzendorf GrStNr: 660/1 Standort                | Sockel mit Tafel „Naturdenkmal Heidefläche“ 2015 noch vorhanden. |        | 04.01.1943 |
| 0    | Datei hochladen | 1 Lindenallee (Schloßallee), 1 Linde (Sommer- und Winterlinden) | HO-056 | Gars am Kamp KG: Buchberg GrStNr: 83/1; 255/1; 255/3; 255/4      | |        | 08.05.2000 |
| 1    | Datei hochladen | Lindenbaumreihe                                                 | HO-054 | Gars am Kamp KG: Gars am Kamp GrStNr: 295 Standort               | |        | 08.02.1952 |
| 0    | Datei hochladen | 1 Eiche                                                         | HO-063 | Geras KG: Geras GrStNr: 1034/1                                   | |        | 29.06.1959 |
| 1    | Datei hochladen | Lindengruppe                                                    | HO-080 | Geras KG: Harth GrStNr: 1054/3 Standort                          | |        | 27.01.1978 |
| 1    | Datei hochladen | Lindenallee                                                     | HO-060 | Geras KG: Thumeritzer Saßwald GrStNr: 66 Standort                | Die 35 Kandelaberlinden wurden 1958 zum Naturdenkmal erklärt. |        | 04.06.1958 |
| 1    | Datei hochladen | Sommerlinde                                                     | HO-005 | Geras KG: Geras GrStNr: 842/88 Standort                          | Laut Grundstücksbesitzer wurde die Linde wegen Schwammbefalls aus der Liste genommen und zum Fällen freigegeben. Es wurden aber bisher nur die befallenen Äste entfernt. |        | 10.04.1981 |
| 1    | Datei hochladen | Verschiedene Bäume                                              | HO-050 | Horn KG: Breiteneich GrStNr: 6/1 Standort                        | Im Park des Schlosses Breiteneich |        | 23.11.2011 |
| 0    | Datei hochladen | Sommerlinden                                                    | HO-035 | Horn KG: Horn GrStNr: 1521/7                                     | |        | 23.09.1941 |
| 0    | Datei hochladen | Winterlinde                                                     | HO-069 | Horn KG: Horn GrStNr: 1524/4                                     | |        | 11.06.1963 |
| 1    | Datei hochladen | 1 Winterlinde                                                   | HO-072 | Horn KG: Horn GrStNr: 811/3 Standort                             | Laut Grundstückseigentümer 2014 mit behördlicher Genehmigung gefällt, da morsch.                                                                                         |        | 26.09.1966 |
| 1    | Datei hochladen | Grundstück                                                      | HO-103 | Horn KG: Horn GrStNr: 1015/51 Standort                           | Das Grundstück wurde 2007 zum Naturdenkmal Taffaeinhang erklärt, auch wegen eines Reliktes der sog. „Taffaschlucht“.                                                     |        | 26.11.2007 |
| 0    | Datei hochladen | 2 Winterlinden                                                  | HO-073 | Horn KG: Mödring GrStNr: 1296/1; 1296/4                          | |        | 02.12.1966 |
| 1    | Datei hochladen | Linde                                                           | HO-006 | Irnfritz-Messern KG: Nonndorf an der Wild GrStNr: 482/4 Standort | |        | 07.06.1961 |
| 0    | Datei hochladen | Lindenbestand                                                   | HO-065 | Irnfritz KG: Messern GrStNr: 1; 9/10; 831/1                      | |        | 20.07.1959 |
| 0    | Datei hochladen | Ahorn                                                           | HO-081 | Irnfritz KG: Trabenreith GrStNr: 403/4                           | |        | 12.02.1979 |
| 0    | Datei hochladen | 2 Linden                                                        | HO-059 | Langau KG: Langau GrStNr: 218                                    | |        | 23.06.1958 |
| 1    | Datei hochladen | Sommerlinde                                                     | HO-023 | Pernegg KG: Pernegg GrStNr: 957/1 Standort                       | Die Sommerlinde wurde am 15. September 2012 gefällt, sie stand zwischen den Häusern Nr. 19 und 20 (Auskunft Gemeindeamt Pernegg)                                         |        | 05.07.1929 |
| 0    | Datei hochladen | 2 Rosskastanien                                                 | HO-086 | Röschitz KG: Roggendorf GrStNr: 950                              | |        | 25.09.1981 |
| 1    | Datei hochladen | Esche                                                           | HO-034 | Rosenburg-Mold KG: Rosenburg GrStNr: 65/1 Standort               | Die 1941 zum Naturdenkmal erklärte Esche wurde 2012 gefällt (Auskunft Gemeindeamt Rosenburg-Mold).                                                                       |        | 23.09.1941 |
| 0    | Datei hochladen | Lindengruppe                                                    | HO-078 | Rosenburg-Mold KG: Mold GrStNr: 1000                             | |        | 10.11.1977 |
| 0    | Datei hochladen | Pyramidenpappel                                                 | HO-026 | Weitersfeld KG: Prutzendorf GrStNr: 63                           | |        |            |
| 1    | Datei hochladen | Sommerlinde                                                     | HO-021 | Drosendorf-Zissersdorf KG: Zissersdorf GrStNr: 159 Standort      | Laut Grundbesitzer (Volksbank) ca. 2014 abgetragen, da morsch. |        | 24.01.1927 |
| 1    | Datei hochladen | 1 Sommerlinde                                                   | HO-051 | St. Bernhard-Frauenhofen KG: Strögen GrStNr: 81 Standort         | Die Sommerlinde (Tilia platyphyllos) wurde 2014 gefällt. |        | 03.12.2009 |
| 1    | Datei hochladen | 2 Linden                                                        | HO-014 | Weitersfeld KG: Obermixnitz GrStNr: 7/2 Standort                 | Die beiden Linden wurden schon 1929 zum Naturdenkmal erklärt, 1982 wurde nur der Standort richtiggestellt.                                                               |        | 12.05.1982 |

| Foto:                    | Fotografie des Naturdenkmals. Klicken des Fotos erzeugt eine vergrößerte Ansicht. Daneben finden sich zwei Symbole: \| Weitere Bilder vorhanden \| Das Symbol bedeutet, dass weitere Fotos des Objekts verfügbar sind. Durch Klicken des Symbols werden sie angezeigt. \| \| Eigenes Foto hochladen \| Durch Klicken des Symbols können weitere Fotos des Objekts in das Medienarchiv Wikimedia Commons hochgeladen werden. \| |
| Name:                    | Bezeichnung des Naturdenkmals laut offiziellen Quellen |
| ID                       | Identifikator |
| Standort:                | Es ist die Gemeinde und falls vorhanden die Adresse angegeben. Darunter sind die Katastralgemeinde (KG) und die Grundstücksnummer angeführt. Durch Aufruf des Links Standort wird die Lage des Denkmals in verschiedenen Kartenprojekten angezeigt. |
| Beschreibung             | Kurze Beschreibung des Naturdenkmals |
| Fläche                   | Fläche des Naturdenkmals in Hektar (ha) |
| Datum                    | Datum oder Jahr der Unterschutzstellung |
| Weitere Bilder vorhanden | Das Symbol bedeutet, dass weitere Fotos des Objekts verfügbar sind. Durch Klicken des Symbols werden sie angezeigt. |
| Eigenes Foto hochladen   | Durch Klicken des Symbols können weitere Fotos des Objekts in das Medienarchiv Wikimedia Commons hochgeladen werden. |